# جنسیت کوئیر
جنسیت کوئیر (به انگلیسی: Genderqueer) یا جنسیت نان‌باینری یا غیردوگانه (به انگلیسی: Non-binary gender) افرادی هستند که هویت جنسیتی خود را منحصراً مرد یا زن نمی‌دانند. ویژگی‌هایی که افراد نان‌باینری در توصیف هویت جنسیتی خود به کار می‌برند با دسته‌بندی رایج دوگانه‌گرایی جنسیت یعنی زن و مرد مطابقت ندارد. افراد نان‌باینری می‌توانند زیر چتر تراجنسیتی قرار بگیرند، چرا که بیشتر این افراد هویت جنسیتی متفاوتی از جنسیت انتسابی خود دارند. بااین‌حال، بعضی از افراد نان‌باینری ممکن است خود را تراجنسیتی ندانند.
افراد نان‌باینری ممکن است هویت جنسیتی خود را بین دو جنسیت، هر دو جنسیت، جنسیتی جداگانه (جنس سوم) یا بی‌جنسیت بدانند. هویت جنسیتی بعضی از افراد نان‌باینری بین چند جنسیت در نوسان است (جنسیت سیال) ممکن است فرد نان‌باینری هویت‌های جنسیتی را رد کند و به جنسیت خود برچسب نزند. تمام این مفاهیم با یک‌دیگر متفاوت‌اند ولی نقطهٔ اشتراک آن‌ها عدم پیروی از دسته‌بندی رایج دوگانه‌گرایی جنسیت است.
جنسیت نان‌باینری نه‌تنها یکی از رایج‌ترین هویت‌های زیر چتر تراجنسیتی است، بلکه نسل جوان به شکل فزاینده‌ای خود را به‌عنوان کوییر هویت‌یابی می‌کنند. نظرسنجی سال ۲۰۱۷ سازمان گِلَد نشان داد که ۱٪ از کل جمعیت جوانان ۱۸ تا ۳۴ ساله هویت جنسیتی خود را نادوگانه عنوان کردند.
نان‌باینری بودن متفاوت از گرایش جنسی است و افراد نان‌باینری گرایش‌های جنسی متفاوتی دارند. بعضی از افراد نان‌باینری ممکن است از هورمون‌تراپی یا جراحی برای درمان آشفتگی جنسیتی استفاده کنند.

## گرایش جنسی در افراد نان‌باینری
در مورد عنوان‌های مربوط به جهت‌گیری جنسی افراد نان‌باینری، شناخت گسترده‌ای وجود ندارد، ازاین‌رو، افراد نان‌باینری را با عنوان‌های مربوط به گرایش‌های جنسی افراد دودویی جنسیت برچسب می‌زنند. جهت‌گیری جنسی افراد معمولاً به‌نوعی بیان‌کنندهٔ هویت جنسیتی شخص است؛ برای مثال لزبین و گی فقط به‌معنای همجنسگرایی زنانه و مردانه نیست بلکه گی به‌معنی گرایش افراد غیر زن به غیر زن، لزبین نیز گرایش افراد غیر مرد به غیر مرد است و افراد نان باینری را هم شامل می‌شوند، اما چون این اصطلاحات اکثراً برای همجنس‌گرایی زنانه و مردانه استفاده می‌شود، عده‌ای از افراد نان‌باینری از زدن برچسب گی و لزبین بر روی گرایش خود پرهیز می‌کنند. با این وجود، برخی از عنوان‌های مربوط به گرایش‌های جنسی مثل بی‌جنس‌گرایی، همه‌جنس‌گرایی و چندجنس‌گرایی اشاره‌ای به جنسیت فرد ندارند که استفاده از آن را برای افراد نان‌باینری را ممکن می‌کند.
چند مورد از گرایش‌های جنسی مربوط به افراد نان‌باینری:
- انبین (Enbian): گرایش جنسی فرد نان‌باینری به فرد نان‌باینری[۱۰]
- انبوریک (Enboric): گرایش به فرد نان‌باینری
- ستروسکشوال (Ceterosexuality): گرایش جنسی به افراد نان‌باینری و تراجنسیتی[۱۱]

## نماد و پرچم‌ها
- پرچم جنسیت کوییر در سال ۲۰۱۱ توسط مریلین روکسی طراحی شد. پرچم افتخار جنسیت کوییر

بنفش نشان‌دهندهٔ آندروجینی یا کوییر است، سفید نشان‌دهندهٔ افراد بی‌جنسیت است و سبز نشان‌دهندهٔ کسانی است که هویت آنها غیر دودویی تعریف شده‌است.
- پرچم افتخار افراد نان‌باینری در سال ۲۰۱۴ توسط کی روون ایجاد شد.

رنگ زرد نشان‌دهندهٔ افرادی است که جنسیت آن‌ها نان‌باینری است، بنفش نشان‌دهندهٔ کسانی است که جنسیت آن‌ها میان زن و مرد است، رنگ سیاه نمایانگر افرادی است که هیچ جنسیتی ندارند و سفید نشان‌دهندهٔ کسانی است که چند یا همهٔ جنسیت‌ها را می‌پذیرند.
۱۴ ژوئیه روز جهانی افراد نان‌باینری نام‌گذاری شده‌است.